# Manassas (Wirginia)

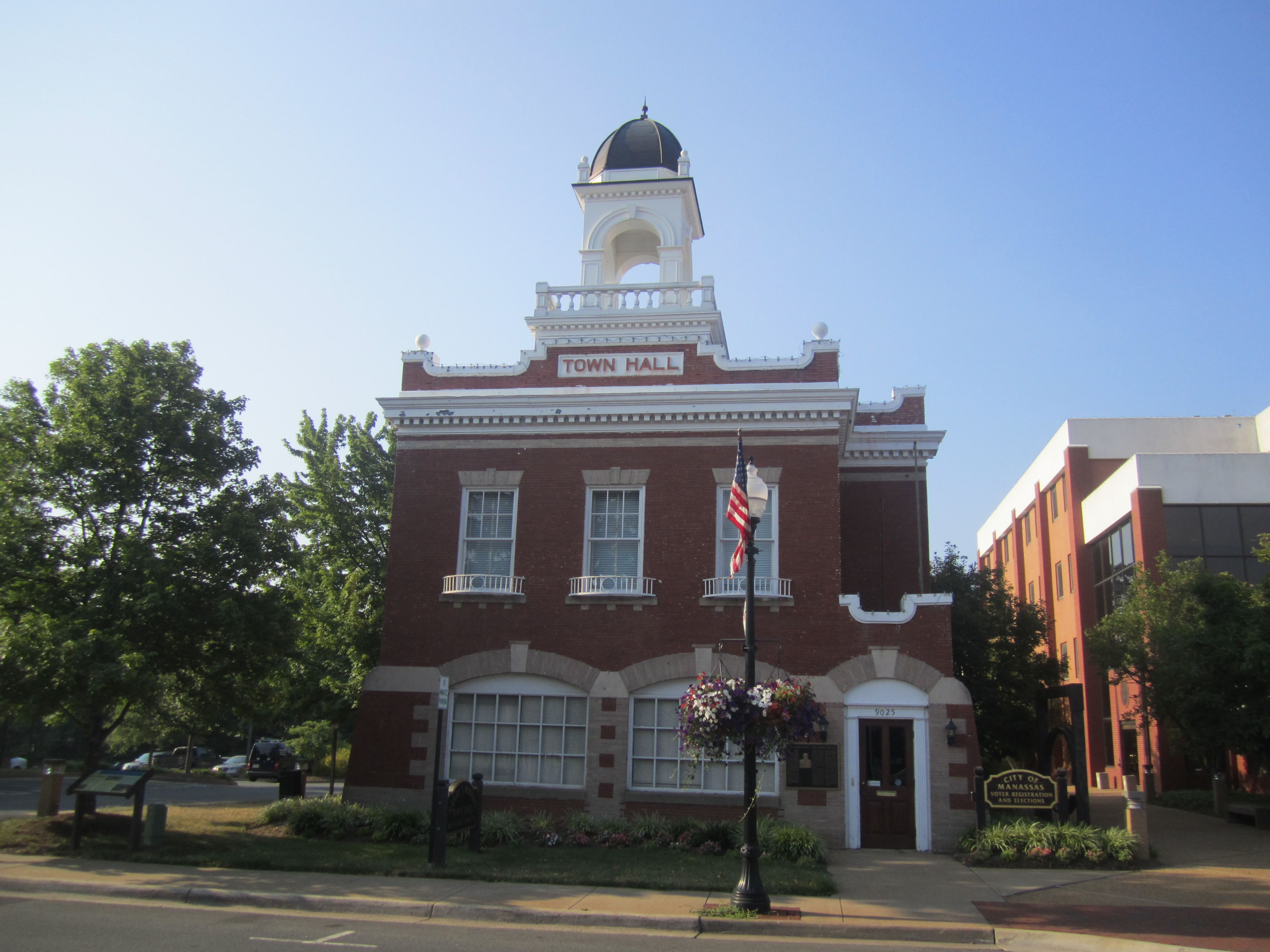
Ratusz w Manassas

Manassas – miasto wydzielone, położone w hrabstwie Prince William na styku z miastem Manassas Park w stanie Wirginia. W roku 2010 liczyło 37 821 mieszkańców. Manassas stanowi siedzibę władz hrabstwa Prince William, przy czym zajmowany przez te władze obszar (150 000 m²) nie należy do miasta. W Manassas lub w jego pobliżu mieści się kilka ważnych historycznie miejsc nawiązujących do lat pięćdziesiątych i sześćdziesiątych XIX wieku.

## Historia
W lipcu 1861 roku miała tu miejsce I bitwa pod Manassas – znana również jako I bitwa nad Bull Run – pierwsza większa bitwa wojny secesyjnej. W dniach 21-24 lipca 2011 roku Manassas obchodziło 150 rocznicę tego starcia.
II bitwa pod Manassas (lub też II bitwa nad Bull Run) stoczona została w pobliżu w dniach 28–30 sierpnia 1862 roku.
W owym czasie Manassas było jedynie węzłem kolejowym (Manassas Junction), aczkolwiek o strategicznym znaczeniu, z liniami łączącymi Richmond i Waszyngton z doliną Shenandoah. Mimo tych dwóch zwycięstw Konfederatów Manassas Junction prawie przez całą wojnę znajdowało się w rękach Unionistów.
Po wojnie Manassas rozrosło się, a w roku 1873 otrzymało prawa miejskie. 1892 roku stało się siedzibą władz hrabstwa Prince William, które przeniosły się tu z Brentsville. Od 1975 roku Manassas jest miastem wydzielonym.
W czasach najnowszych Manassas stało się dalekim przedmieściem Waszyngtonu, co wiąże się z natężeniem ruchu drogowego i żywiołowym rozwojem budownictwa mieszkaniowego.
Głośne procesy małżeństwa Johna i Loreny Bobbitów (Johna sądzono za gwałt, Lorenę za zranienie) odbywały się w miejscowym sądzie.
9 października 2002 roku na granicy miasta miał miejsce jedenasty atak snajperski Johna Allena Muhammada, w wyniku czego postrzelony został 53-letni Dean Harold pobierający paliwo na stacji benzynowej przy Sudley Road w pobliżu Interstate 66.

## Dane demograficzne
Według spisu powszechnego z roku 2010 miasto zamieszkiwało 37 821 osób, z czego:
- 65,3% białych
- 15,7% Afroamerykanów
- 5,9% Azjatów
- 1,6% amerykańskich Indian i/lub przybyszów z wysp Pacyfiku
- 16,2% innych lub mieszanych ras
- 31,4% Latynosów (10,2% Salwadorczyków, 9,9% Meksykanów, 1,9% Gwatemalczyków, 1,7% Hondurańczyków, 1,1% Portorykanów)

Manassas należy do 10 Okręgu Wyborczego Wirginii, reprezentowanego przez Republikanina Franka Wolfa, wybranego w 1980 roku.
Najstarszym przedstawicielem stanu w Senacie Stanów Zjednoczonych jest Demokrata Jim Webb, wybrany w roku 2006, a najmłodszym Demokrata Mark Warner, wybrany w 2008. Gubernatorem Wirginii jest Republikanin Bob McDonnell, wybrany w 2009 roku.
Na czele władz miejskich stoi burmistrz Harry J. Parrish II.